# 2024 w informatyce
Kalendarium informatyczne 2024 roku
- 1 stycznia – zmarł Niklaus Wirth, szwajcarski programista, twórca języka Pascal[1].
- 8 stycznia – certyfikowano nowy standard łączności bezprzewodowej Wi-Fi 7(inne języki)[2].
- 2 lutego – Apple wypuścił nowy produkt Apple Vision Pro(inne języki)[3].
- 7 lutego – OpenAI ogłosiło wprowadzenie znaków wodnych do DALL-E 3. Decyzja ta ma na celu zwiększenie transparentności i autentyczności materiałów stworzonych przez sztuczną inteligencję[4].
- 17 lutego – zaczął w pełni obowiązywać akt o usługach cyfrowych, rozporządzenie unijne regulujące kwestie praw i ochrony internautów[5].
- 11 marca – wydano jądro Linux 6.8.[6]
- 24 marca – Sam Bankman-Fried, twórca giełdy kryptowalut FTX, został skazany na karę 25 lat pozbawienia wolności. Wyrok otrzymał w związku z kradzieżą 8 miliardów dolarów z funduszy swoich klientów[7].
- 5 kwietnia – Instytut Inżynierów Elektryków i Elektroników (IEEE) zakazało korzystania ze zdjęcia pt. Lenna, powszechnie stosowanego do opracowywania nowych algorytmów graficznych. Jako powód IEEE podkreśliło seksistowski kontekst fotografii[8].
- 8 kwietnia – udostępniono Bielika, pierwszy polski duży model językowy[9].
- 13 maja – OpenAI zaprezentowało GPT-4o[10].
- 9 lipca – Mozilla zaktualizowała przeglądarkę Firefox do wersji 128.0[11].
- 10 lipca – Minister Cyfryzacji Krzysztof Gawkowski poinformował, że w Poznańskim Centrum Superkomputeowo-Sieciowym stanie komputer kwantowy EurosQCS-Poland[12].
- 18 lipca – OpenAI wprowadziło GPT-4o mini[10].
- 19 lipca – w wyniku wadliwej aktualizacji oprogramowania firmy CrowdStrike, która wywołała problemy z systemem operacyjnym Microsoft Windows doszło do globalnego paraliżu lotnisk, banków i innych instytucji pracujących na oprogramowaniu Microsoftu[13].
- 23 lipca – Google zrezygnowało z ogłoszonego w 2020 roku uniemożliwienia zapisu plików cookie w przeglądarce Chrome[14].
- 5 sierpnia – amerykański sędzia federalny z Waszyngtonu Amit Mehta orzekł, że Google utrzymywało monopol na rynku wyszukiwarek internetowych za pomocą nielegalnych działań. W odpowiedzi firma orzekła, że ich dominacja na rynku wiąże się z utrzymania wysokiej jakości swojego produktu[15].
- 9 sierpnia – zmarła Susan Wojcicki, amerykańska ekonomistka i bizneswoman, w latach 2014–2023 pełniąca funkcję CEO YouTube[16].
- 24 sierpnia – na lotnisku Le Bourget pod Paryżem został aresztowany Pawieł Durow, założyciel portalu społecznościowego VK oraz komunikatora Telegram. Durow został oskarżony o brak współpracy z organami ścigania w związku z wykorzystywaniem programu Telegram przez przestępców[17].
- 12 września – OpenAI wprowadził model ChatGPT o1 oraz ChatGPT o1 Mini. Nowe modele sztucznej inteligencji umożliwiają szybsze i lepsze działanie chatbotów w mniejszych, energooszczędnych urządzeniach[18][19].
- 3 października – OpenAI zaprezentowało ChatGPT with Canvas, nowy model sztucznej inteligencji, łączący generowanie treści z funkcjonalnością graficzną. ChatGPT with Canvas pozwala użytkownikom tworzyć interaktywne obrazy oraz schematy za pomocą zapytań tekstowych[18][20].
- 8 października – John Hopfield i Geoffrey Hinton otrzymali Nagrodę Nobla w dziedzinie fizyki za fundamentalne odkrycia i wynalazki, które umożliwiają uczenie maszynowe z wykorzystaniem sztucznych sieci neuronowych[21].
- 9 października – doszło do ataku hakerskiego na Internet Archive[22].
- 4 grudnia – wartość bitcoina po raz pierwszy przekroczyła 100 tys. USD[23].